# 在日モンゴル人
在日モンゴル人（ざいにちモンゴルじん、モンゴル語: Япон дахь Монголчууд）は、日本に一定期間在住するモンゴル国籍の人のことである。

## 統計
日本の法務省の在留外国人統計によると、2024年12月末現在で在日モンゴル人は21,240人である。
在留資格別（7位まで）
| 順位 | 在留資格                 | 人数  |
| ---- | ------------------------ | ----- |
| 1    | 留学                     | 4,904 |
| 2    | 家族滞在                 | 4,641 |
| 3    | 技術・人文知識・国際業務 | 4,101 |
| 4    | 永住者                   | 1,602 |
| 5    | 技能実習２号ロ           | 1,579 |
| 6    | 特定技能１号             | 1,118 |
| 7    | 技能実習１号ロ           | 860   |

都道府県別（10位まで）
| 順位 | 都道府県 | 人数  |
| ---- | -------- | ----- |
| 1    | 東京     | 5,615 |
| 2    | 埼玉     | 2,692 |
| 3    | 千葉     | 2,672 |
| 4    | 神奈川   | 1,998 |
| 5    | 愛知     | 894   |
| 6    | 大阪     | 810   |
| 7    | 北海道   | 666   |
| 8    | 茨城     | 550   |
| 9    | 群馬     | 497   |
| 10   | 兵庫     | 383   |

## 歴史
モンゴル人が日本へ留学したのは、清朝時代の1906年に3人の女性が派遣されたのが最初とされている
。1974年に、日蒙両政府の間で文化交流取極が締結されたことにより、相互に留学生を派遣することとなり、1976年より本格的にモンゴル人留学生が日本へ渡るようになった。2006年5月の時点では、1,006人のモンゴル人学生が日本の高等教育機関で学んでいる。防衛大学校も、モンゴルの留学生を受け入れている。
また、1990年代の初頭から中国出身のモンゴル族による日本留学が始まり、2005年の時点で約4,000人が日本に滞在している。主に、東京都の練馬や巣鴨の周辺に居住し、10年以上に亘って同じ部屋を後から来日した留学生に譲る形で住み続けているという。
一方で、1991年頃からは大相撲の分野でも頭角を現し始め、2005年には全力士の5%、外国人力士においては約6割（61人中37人）を、それぞれモンゴル人力士が占めるようになった。モンゴル出身の大相撲力士も参照。